# The Mayflower Society

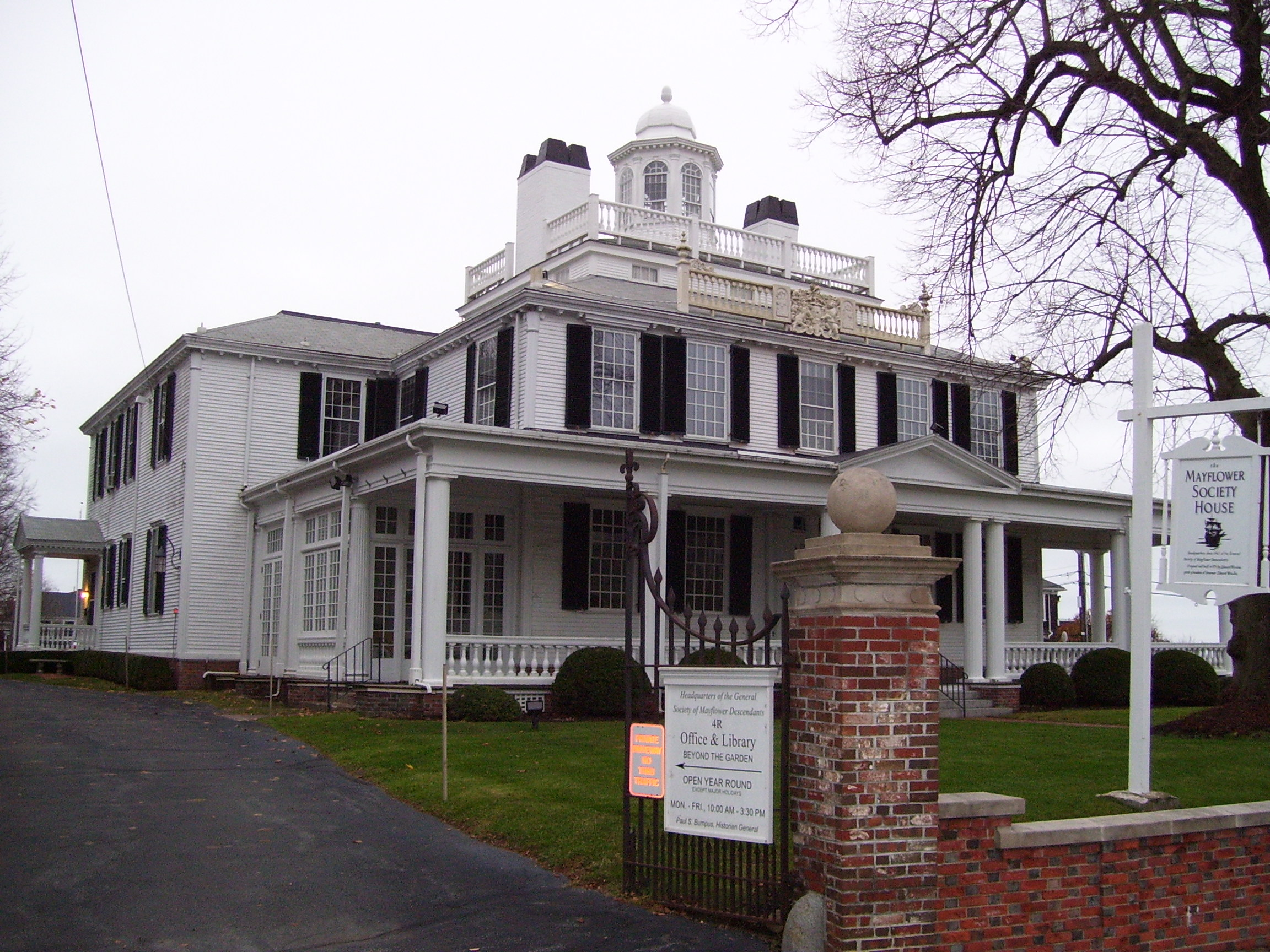
Het Mayflower House Museum

The Mayflower Society, voluit het General Society of Mayflower Descendants, is een organisatie van Amerikanen die afstammen van de Pilgrim Fathers die in 1620 met het schip de Mayflower naar de Nieuwe Wereld vertrokken. Leden moeten kunnen documenteren dat ze afstammen van een van de passagiers van de eerste Mayflower-overtocht. Een primair doel van de organisatie is om bekendheid te geven aan de rol die de Pilgrims speelden in de geschiedenis van de Verenigde Staten.
Het gezelschap werd gevestigd in 1897 in Plymouth (Massachusetts), de plaats waar de Pilgrims na aankomst hun Plymouth Colony vestigden. Er zijn afdelingen van het gezelschap in alle 50 Amerikaanse staten en de hoofdstad Washington, D.C. Ook in Canada is een afdeling.
In 1941 kocht de organisatie een villa in Plymouth, het Edward Winslow House, als hoofdkwartier van de organisatie. Dit huis uit 1754 was gebouwd in opdracht van een nakomeling van Pilgrims-leider Edward Winslow. Vandaag de dag zijn het kantoor en de bibliotheek van het gezelschap gevestigd in een naastgelegen gebouw en dient de villa als museum, het Mayflower House Museum.